# اوزون تپه سی
اوزون تپه سی مربوط به هزاره اول - دوران‌های تاریخی پس از اسلام است و در شهرستان مشگین‌شهر، بخش مرکزی، روستای احمد بیگ لو واقع شده و این اثر در تاریخ ۷ مهر ۱۳۸۱ با شمارهٔ ثبت ۶۱۹۱ به‌عنوان یکی از آثار ملی ایران به ثبت رسیده است.